# جاستن فولك
جاستن فولك (بالإنجليزية: Justin Faulk)‏ هو لاعب هوكي جليد أمريكي، ولد في 20 مارس 1992 في ساوث سانت بول في الولايات المتحدة.

## وصلات خارجية
- جاستن فولك على موقع دوري الهوكي الوطني (الإنجليزية)
- جاستن فولك على موقع EliteProspects.com (الإنجليزية)
- جاستن فولك على موقع Eurohockey.com (الإنجليزية)
- جاستن فولك على موقع HockeyDB.com (الإنجليزية)
- جاستن فولك على موقع Hockey-Reference.com (الإنجليزية)
- جاستن فولك على موقع أوليمبيديا (الإنجليزية)